# Élections sénatoriales de 1876 dans la Mayenne
Les élections sénatoriales en Mayenne ont lieu le 30 janvier 1876. Elles ont pour but d'élire les 2 sénateurs représentant le département au Sénat pour un mandat de neuf années.

## Mode de scrutin
Ces élections se déroule au scrutin indirect, majoritaire et plurinominal.
Il obéi à Loi du 24 février 1875 relative à l'organisation du Sénat, un des éléments des Lois constitutionnelles de 1875.
Ne peuvent voter que : 
- un délégué par commune, élu par chaque conseil municipal ;
- les conseillers généraux ;
- les conseillers d'arrondissements ;
- les députés du département.

## Présentation des candidats
| Sénateur | Sénateur                    | Parti              | Fonctions lors de l'élection en 1876 |
| -------- | --------------------------- | ------------------ | ------------------------------------ |
|          | Étienne Duboys Fresney      | Liste Républicaine |                                      |
|          | Charles Goyet-Dubignon      | Liste Républicaine |                                      |
|          | Jules Bernard-Dutreil       | Liste Royaliste    |                                      |
|          | Victor Gaultier de Vaucenay | Liste Royaliste    |                                      |
|          | Paul Boudet                 | Ex. Bonap.         |                                      |

## Résultats
Victor Gaultier de Vaucenay appelle à voter pour M. Dutreil au deuxième tour.
| Candidat et parti politique | Candidat et parti politique | Candidat et parti politique | Premier tour | Premier tour | Second tour | Second tour | Troisième tour | Troisième tour |
| Candidat et parti politique | Candidat et parti politique | Candidat et parti politique | Voix         | %            | Voix        | %           | Voix           | %              |
| --------------------------- | --------------------------- | --------------------------- | ------------ | ------------ | ----------- | ----------- | -------------- | -------------- |
|                             | Étienne Duboys Fresney      | Liste Républicaine          | 170          |              |             |             |                |                |
|                             | Charles Goyet-Dubignon      | Liste Républicaine          | 82           |              | 121         |             |                |                |
|                             | Jules Bernard-Dutreil       | Liste Royaliste             | 165          |              | 184         |             |                |                |
|                             | Victor Gaultier de Vaucenay | Liste Royaliste             | 141          |              | 1           |             |                |                |
|                             | Paul Boudet                 | Ex. Bonap.                  | 96           |              | 23          |             |                |                |
|                             |                             |                             |              |              |             |             |                |                |
| Inscrits                    | Inscrits                    | Inscrits                    | 337          |              | 331         |             |                |                |
| Abstentions                 |                             |                             |              |              |             |             |                |                |
| Votants                     | Votants                     | Votants                     | 323          |              |             |             |                |                |
| Blancs et nuls              | Blancs et nuls              | Blancs et nuls              |              |              | 1           |             |                |                |
| Exprimés                    |                             |                             |              |              |             |             |                |                |

## Élection partielle pendant le mandat
Il y a une élection partielle durant ce mandat à la suite du décès de Jules Bernard-Dutreil. 
| Candidat et parti politique | Candidat et parti politique | Candidat et parti politique | Premier tour | Premier tour | Second tour | Second tour | Troisième tour | Troisième tour |
| Candidat et parti politique | Candidat et parti politique | Candidat et parti politique | Voix         | %            | Voix        | %           | Voix           | %              |
| --------------------------- | --------------------------- | --------------------------- | ------------ | ------------ | ----------- | ----------- | -------------- | -------------- |
|                             | Paul Bernard-Dutreil        |                             | 189          |              |             |             |                |                |
|                             | Charles Goyet-Dubignon      |                             | 139          |              |             |             |                |                |
|                             |                             |                             |              |              |             |             |                |                |
| Inscrits                    | Inscrits                    | Inscrits                    | 334          |              |             |             |                |                |
| Abstentions                 |                             |                             |              |              |             |             |                |                |
| Votants                     | Votants                     | Votants                     | 328          |              |             |             |                |                |
| Blancs et nuls              |                             |                             |              |              |             |             |                |                |
| Exprimés                    |                             |                             |              |              |             |             |                |                |

## Sources
- La Petite Gironde, 7 janvier 1879
- Journal officiel de la République française, 16 novembre 1876
- L'Indépendant de l'Ouest, 1 février 1876